# عمر باگایوکو
عمر باگایوکو (انگلیسی: Oumar Bagayoko؛ زادهٔ ۱۹ سپتامبر ۱۹۷۵) بازیکن فوتبال اهل مالی بود.
وی همچنین در تیم ملی فوتبال مالی بازی کرده است.